# Serraca distincta
Serraca distincta är en fjärilsart som beskrevs av Barend J. Lempke 1952. Serraca distincta ingår i släktet Serraca och familjen mätare. Inga underarter finns listade i Catalogue of Life.